# Piramidă patrulateră

Piramidă patrulateră

În geometrie, o piramidă patrulateră este o piramidă care are ca bază un patrulater. Piramida patrulateră are 8 muchii (4 laterale și 4 ale bazei), 5 fețe (4 laterale și baza) și 5 vârfuri. De obicei prin expresia „vârful piramidei” se înțelege apexul ei, notat uzual cu V. 
Înălțimea piramidei, notată de obicei cu h, este segmentul de dreaptă perpendiculară coborâtă din apex pe bază. Locul unde înălțimea intersectează baza piramidei est piciorul înălțimii.
Ca la orice piramidă, volumul său este o treime din produsul dintre aria bazei, Ab, și înălțime:
{\displaystyle V={\frac {A_{b}h}{3}}.}
Dacă baza este un patrulater care are un centru, adică este un pătrat, un dreptunghi sau un paralelogram, în funcție de locul unde piciorul bazei intersectează baza, o piramidă poate fi:
- dreaptă, dacă piciorul înălțimii este centrul bazei,
- înclinată în caz contrar.

## Piramida pătrată regulată
Dacă piramida este dreaptă cu baza un pătrat, ea este o piramidă pătrată dreaptă. Într-o astfel de piramidă fețele laterale sunt triunghiuri isoscele deoarece muchiile laterale sunt congruente.
Dacă muchiile laterale sunt egale cu muchiile bazei, atunci se spune că piramida este una regulată, la care fețele laterale sunt triunghiuri echilaterale. Aceasta din urmă este un poliedru Johnson, poliedrul J1.